# Kostel svatého Jana Nepomuckého (Klepáčov)
Kostel sv. Jana Nepomuckého v Klepáčově, části obce Sobotín v okrese Šumperk, je cennou barokní dřevěnou stavbou z konce 18. století. Památkově chráněn od r. 1958. 

## Historie
Dřevěný roubený kostelík, zasvěcený sv. Janu Nepomuckému, byl postaven obcí z podnětu rychtáře A. Langera v roce 1783. Materiál na stavbu poskytl Velehradský klášter, který byl v té době majitelem vízmberského panství. Po 2. světové válce bylo původní německé obyvatelstvo odsunuto a kostel postupně chátral. V 80. letech 20. století byl již značně poškozen, vnitřní zařízení zdevastováno a rozkradeno. V této podobě byl zakoupen Českou pojišťovnou a ve spolupráci s Okresním vlastivědným muzeem v Šumperku začala roku 1983 jeho konzervace. Celková oprava byla z velké části dokončena v roce 1991. V roce 1997 byla dokončena renovace a kostel byl navrácen církevnímu životu. V roce 1998 byl vysvěcen zvon, věnovaný bývalými německými farníky.

V současné době je kostel v soukromém vlastnictví a mše se zde koná jednou v roce.

## Popis
Samostatně stojící orientovaný roubený kostelík je postaven ve svahu na kamenné, hladce omítnuté zídce kryté šindelem. Příkrá valbová střecha je pokryta štípaným šindelem a uprostřed nese sanktusník s lucernou a cibulí. Trámové konstrukce srubu jsou v nárožích propojeny rybinovými spoji. Okna s novodobými výplněmi jsou zakončena segmentem vyřezaným do trámů.  Půdorys kostela je obdélný s trojboce zakončeným kněžištěm. Hlavní vstup je v západním průčelí, vedou k němu kamenné schůdky a je krytý pultovou dřevěnou stříškou. Vnitřní zděná příčka odděluje od prostoru kaple předsíň, ze které vedou na jih dveře do sakristie a na protější straně je nové schodiště na kůr. Nosné trámy kůru jsou vroubeny do bočních stěn budovy a jeho plocha zabírá téměř polovinu půdorysného rozměru stavby. V lodi je dřevem obložený plochý strop a stejně obložené kněžiště, spáry jsou překryty lištami. Stěny lodi jsou bíle omítnuty, podlaha je kamenná.   Jednoduchou vnitřní výzdobu tvoří velký dřevěný kříž s tělem Ježíše Krista na zadní stěně kněžiště a po pravé straně dřevěná plastika sv. Jana Nepomuckého.
V bezprostřední blízkosti kostela před vstupem stojí po pravé straně kamenný kříž z 2. poloviny 19. století.